# Cereja
Cereja (antiguamente Sareja) es una localidad y pedanía española perteneciente al municipio de Llivia, en la provincia de Gerona, comunidad autónoma de Cataluña. Está situada en la parte nororiental de la comarca de la Baja Cerdaña. A tan solo 250 metros de la frontera con Francia, cerca de esta localidad se encuentran los núcleos de La Part Petita, Angostrina, Villanueva de las Escaldas y Llivia capital.

## Ubicación
Se sitúa al pie del monte del Tudó, cerca de la acequia del río Angostrina, al noroeste del núcleo de Llivia, por donde pasa la carrerada que lleva al desierto del Carlit. Se encuentra a 1.325 m s. n. m. En 2022, registró una población de 42 habitantes.

## Sitios de interés
Se destaca la iglesia de San José donde actualmente ya no se rinde culto. En 1990 el obispo de la diócesis de Urgel bendijo la construcción de una capilla consagrada a la adoración de los Reyes Magos, con la campana Sol Victoria, en una propiedad privada.